# Верхний Отар
Верхний Отар — село в Сабинском районе Татарстана. Входит в состав Корсабашского сельского поселения.

## География
Находится на реке Малая Мёша, в 18 км к северо-западу от посёлка городского типа Богатые Сабы.

## История
Основано в XVIII веке крещёными татарами из села Кренни, позднее подселились русские из деревень Нурма и Царёво Казанского уезда. Упоминалось также как Воздвиженское. До 1860-х годов жители относились к сословию государственных крестьян. Их основные занятия в этот период — земледелие и разведение скота, был распространён портняжный промысел. В 1864—1903 годах в селе действовала школа Братства святого Гурия.
По сведениям переписи 1897 года, в деревне Верхние Отары Мамадышского уезда Казанской губернии жили 635 человек (283 мужчины и 352 женщины), из них 330 православных, 305 мусульман.
В конце XIX века часть крещёных татар вернулась в ислам. В начале XX века здесь действовали Петропавловская церковь (построена в 1901 г.; здание сохранилось частично), церковно-приходская школа (открыта в 1906 г.), мечеть и мектеб, 2 водяные мельницы, кузница, 2 мелочные лавки. В этот период земельный надел сельской общины составлял 1340,8 десятины.
До 1920 года село входило в Ново-Чурилинскую волость Мамадышского уезда Казанской губернии. С 1920 года в составе Арского кантона ТАССР. С 10 августа 1930 года в Сабинском, с 19 февраля 1944 года в Чурилинском, с 14 мая 1956 года в Сабинском районах.
В 1930-х годах в селе был организован колхоз, с 1994 года в составе коллективного предприятия «Маяк», с 2000 года — коллективного предприятия «Игенче».

## Население
| 1859 | 1897 | 1908 | 1920 | 1926 | 1938 | 1949 | 1970 | 1979 | 1989 | 2002 | 2010 | 2020 |
| ---- | ---- | ---- | ---- | ---- | ---- | ---- | ---- | ---- | ---- | ---- | ---- | ---- |
| 440  | 635  | 829  | 769  | 812  | 534  | 549  | 168  | 113  | 190  | 184  | 112  | 121  |

Национальный состав села: татары — 58 %, в том числе татары-кряшены; русские — 42 %.

## Экономика
С 2017 года работает крестьянское (фермерское) хозяйство. Население занимается преимущественно растениеводством и животноводством.

## Инфраструктура
В селе действует детский дом-интернат, предназначенный для граждан, имеющих психические расстройства (с 1962 г.).

## Известные люди
- М. А. Абсалямов (1896—1981) — генерал-майор, доктор военных наук.
- З. Х. Хабибуллин (1911—1945) — подполковник, Герой Советского Союза.